# Сологуб Андрій Павлович
Андрі́й Па́влович Сологу́б  (8 грудня 1922, Конотоп, нині Сумської області — 2010) — український і французький живописець, скульптор та іконописець. Автор іконостасу храму УАПЦ  в Парижі.

## Біографія
Народився у сім'ї службовця. У Конотопі закінчив середню школу, вчився малювати у Олександра Гофмана. Мав намір навчатися в Київському художньому інституті (нині Національна академія образотворчого мистецтва і архітектури), але війна перешкодила цим планам.
1942 під загрозою приходу сталінських військ евакуювався з України углиб Третього Райху. Працював під Віднем в Австрії до 1945 року.
У вересні 1945 року потрапив до пункту для переміщених осіб «Лексенфельд» в австрійському місті Зальцбурґ. У цьому таборі перебував до початку 1950 року. Там познайомився з маляркою Едель Нот і скульптором Федором Ємцем, які стали його вчителями (1946—1949). Водночас із навчанням у цих двох митців від 1947 року систематично займався у мистецько-промисловій школі Зальцбурґа, де його професорами були Ангерер і Креч.
Після ліквідації таборів для переміщених осіб Сологубу вдалося уникнути депортації в СССР і виїхати до Франції та вступити до Паризької академії мистецтв. Тут він навчався на відділах живопису, скульптури та рисунка в професорів Сопіка, Єнціса, Марсіяля та Тонді. Не маючи стипендії, змушений був працювати вечорами, щоб удень відвідувати академію. Підробляв також, створюючи на замовлення обкладинки книжок і журналів. Закінчив академію 1955 року.
1952 року Андрій Сологуб уперше відвідав узбережжя Середземного моря, де в Каннах познайомився з французькими художниками. 1955 року разом із ними узяв участь у груповій виставці (першій у його житті).
У березні 1956 року в Мужені на півдні Франції відбулася перша індивідуальна виставка Сологуба.
У Парижі Андрій Сологуб став відомим живописцем і діставав замовлення на виконання портретів.
Викладав у мистецьких школах Парижа. У столиці Франції він влаштовував індивідуальні виставки та брав участь у групових виставках спільно з французькими художниками. Пізніше брав участь у групових виставках разом з українськими художниками з діаспори.
1962 року Сологуб дістав посаду професора рисунка у Паризькій палаті професій. Тут він працював до 1986 року. Під час літніх відпусток щороку виїздив у тривалі подорожі до країн Південної Європи, Африки, Азії, Америки, звідки щорвзу привозив багато акварельних пейзажів і замальовок з натури.
Також автор циклу ікон у стилі нео-візантизму. Отримав і виконав замовлення іконостасу для української православної церкви у Парижі. На думку критиків, "Сологуб, вивчивши техніку і секрети ікон, малює солідні твори, не попадаючи  ні в стилізацію, ні в модернізацію". В іконах також спостерігається делікатність рисунку, кольорит  їх стишений, трохи темнуватий.

## Твори
- Бюсти і мала скульптура.
- Портрети.
- Натюрморти в стилі постмодернізму:
  - «Моя майстерня в Парижі» та ін.
- Серії пейзажів, на яких відображені:
  - Португалія (1966),
  - Прага (1967),
  - Венеція (1965, 1970, 1985),
  - Нью-Йорк (1974),
  - Індія, Непал, Японія (1975),
  - Тегеран (1979).
- Численні акварелі.
- Графіка.
- Іконопис:
  - іконостас для української православної церкви святого Симона Зилота в Парижі (1969—1970),
  - іконостас для українського православного собору в Лондоні (1971—1972).
  - малі ікони.

Індивідуальні виставки в Парижі та Торонто (Канада). Виставляє у паризьких салонах.
Про більшість паризьких виставок майстра публікувалися короткі нотатки-рецензії у французькій періодиці. Ось одна з них: «У Андрія Сологуба великі засоби — мистецькі, інтелектуальні, людські. Його індивідуальні виставки — це одночасно і успіх, і нагода для глядачів стежити за делікатним шляхом розвитку цього митця».
Твори Сологуба зберігаються в музеї Українського католицького університету в Римі (Італія) та в Канадсько-українській фундації в Торонто (Канада). Прикро, що, мабуть, жодного твору Сологуба немає в музеях України.
1974 року в Парижі вийшов друком каталог рисунків майстра зі вступним словом В. Поповича.

## Електронні джерела
- Капітоненко Олександр. Андрій Павлович Сологуб // Конотоп від сивої давнини до сьогодення
- Сологуб Андрій Павлович